# 아메데오 8세 디 사보이아 공작
아메데오 8세 디 사보이아(이탈리아어: Amedeo VIII di Savoia, 1383년 9월 4일 - 1451년 1월 7일) 또는 대립교황 펠릭스 5세(이탈리아어: Felice V, 라틴어: Foelix)는 사보이아의 귀족이자 아메데오 7세 백작과 본 드 베리사이에 태어난 아들이다. 그는 평화공(이탈리아어: il Pacifico)이라는 별칭을 가지고 있다. 1391년에 그의 아버지가 사망한 후, 그의 어머니는 아메데오 8세가 어렸기에 섭정을 시작하였다. 샹베리에서 태어난 그는 1391년에서 1416년까지 사부아의 백작이였고 1416년에 지기스문트 황제에 의해 사보이아 공작으로 승격했다.
1418년 사보이아가의 방계 중 피에몬테 영주계(토마소 2세 디 피에몬테 백작이 조상이며 본가와는 토마소 디 사보이아 백작을 한 조상으로 둠) 마지막 남자 후계자였던 그의 먼 친척이자 처남인 루도비코 디 사보이아아카이아가 아메데오 8세를 상속자로 남기며 사망하면서, 마침내 사보이아 가문의 남성 계보는 하나로 합쳐졌다. 
아메데오 8세는 그의 영토를 늘렸고 백년 전쟁을 종료시키기 위해서 여러 차례 협상을 조장하였다. 그의 아내가 사망하자, 그는 공작 지위에서 은퇴하고 제네바 인근 리파유(Ripaille)에서 은자가 되었다.
아메데오 8세는 피렌체-페라라-바젤 공의회에서 교황 에우제니오 4세의 상대 교황으로서 바젤에서 펠릭스 5세로 선출되어, 1439년 11월에서 1449년 4월까지 재임했는데, 그는 현재 대립교황으로 여겨진다. 역사에서 아메데오 8세의 모습은, 후계자의 불이익을 방지하기 위하여 금전에 관심을 둔 교황으로 그를 기술한 교황 비오 2세의 주석(Commentaries)에 의하여 손상되어 있다.
1449년 교황 니콜라오 5세가 새로 선출되자 펠릭스 5세는 그의 정통성을 인정하였다.

## 같이 보기
- 기욤위그 데스탱
- 루이 알레망

| 전임 아메데오 7세 | 사보이아 공작 1440년 - 1465년 | 후임 루도비코 |